# Vidar Olburs
Vidar Robert Olburs, ursprungligen Olsson, född 25 april 1878 i Göteborgs domkyrkoförsamling, död 27 september 1931 i Göteborgs Johannebergs församling, var en svensk direktör.
Olburs tog examen vid Göteborgs handelsinstitut och anställdes därefter hos Wilhelm Röhss & Co, AB Dickson & Co och hos Wilhelm R. Lundgren under tio års tid. Olburs blev initiativtagare till Svenska Levantlinjen, vice verkställande direktör i Rederi AB Sverige-Nordamerika, Svenska Amerika-Mexiko-Linjen; vidare verkade Olburs som styrelseledamot i AB Atlantica och många andra företag, som Göteborgs Förnyade Repslageriaktiebolag.
Han efterträdde 1926 Algot Friman som Finlands konsul i Göteborg.
Han var son till kontorschefen Albert Olsson och Hilma Sahlberg och var gift 1915 med Magda Rudbäck (1890-1989), dotter kyrkoherde Simeon Rudbäck (1876-1963).